# Fiebre en las gradas
Fiebre en las gradas  (Fever Pitch) es un ensayo escrito por Nick Hornby en 1993. La historia fue llevada al cine en 1997 por David Evans (el título en español fue "Fuera de juego"). Posteriormente, la industria de Hollywood adquirió los derechos y se grabó la versión estadounidense del film, protagonizada por Drew Barrymore y Jimmy Fallon y centrada alrededor del béisbol en lugar del fútbol.

## Argumento
Se trata de un relato en el que el autor entremezcla aspectos de su biografía, en concreto su pasión por el equipo de fútbol londinense Arsenal F.C.
Hornby consigue atrapar al lector con su mezcla de fino humor inglés y cronología de la historia de su equipo contada desde la visión de un chico que creció viendo al Arsenal, lloró de niño y se hizo adulto modificando un gran número de cosas, todas excepto su devoción por los "Cañoneros".
El aficionado al fútbol se sentirá especialmente vinculado a la novela en aquellos puntos en los que se puede identificar, algo que en esta novela ocurre desde el principio, donde las anécdotas y situaciones cómicas no cesan de aparecer. El punto culminante de la historia tiene lugar en 1989, temporada en la que el Arsenal opta al campeonato de la Liga Inglesa por primera vez en muchos años. El autor vive con especial emoción estas fechas, sobre todo el desenlace final, un encuentro ante el Liverpool en Anfield donde el conjunto de Londres escribe una de las páginas más brillantes de su historia conquistando la Liga Inglesa en el último minuto.